# مهتاب (ترانه شوگا)
«مهتاب» (انگلیسی: Moonlight; کره‌ای: 저 달; lit. This Moon) ترانه‌ای از خواننده اهل کره جنوبی، شوگا از بی‌تی‌اس است که با نام آگوست دی نیز شناخته می‌شود. «مهتاب» در ۲۲ مه ۲۰۲۰، توسط بیگ هیت میوزیک به عنوان اولین ترانه از دومین میکس‌تیپ شوگا به نام دی-۲ منتشر شد.

## جدول‌های موسیقی
| جدول (۲۰۲۰)                             | بالاترین جایگاه |
| --------------------------------------- | --------------- |
| مجارستان (۴۰ تک‌آهنگ برتر)               | ۱۹              |
| تک‌آهنگ‌های داغ نیوزیلند (آرام‌ان‌زی)       | ۳۴              |
| ترانه‌های دیجیتال ایالات متحده (بیلبورد) | ۱۴              |